# Pyotr Pochynchuk
Pyotr Pochynchuk, en biélorusse Пётар Іванавіч Пачынчук, né le 26 juillet 1954 à Liakhavitchy et mort le 1er décembre 1991 à Hrodna, est un ancien athlète spécialiste de la marche. Il a remporté une médaille d'argent sur 20 km aux Jeux olympiques d'été de 1980 à Moscou sous les couleurs de l'URSS. Deux ans plus tôt, il était devenu vice-champion d'Europe sur la même distance.

## Palmarès

### Jeux olympiques
- Jeux olympiques de 1980 à Moscou ( Union soviétique)
  -  Médaille d'argent sur 20 km marche

### Championnats du monde d'athlétisme
- Championnats du monde d'athlétisme de 1983 à Helsinki ( Finlande)
  - 13e sur 20 km marche

### Championnats d'Europe d'athlétisme
- Championnats d'Europe d'athlétisme de 1978 à Prague ( Tchécoslovaquie)
  -  Médaille d'argent sur 20 km marche